# 도요타촌 (오카야마현 아이다군)
도요타촌(豊田村)은 오카야마현 아이다군에 있던 촌이다. 
현재의 미마사카시 이부시, 오하라, 기타하라, 도모노, 미우치, 야마구치, 야마토노에 해당한다.

## 역사
- 1889년 6월 1일 - 정촌제 시행에 수반해 도요타촌이 발족하였다.
- 1890년 6월 17일 - 가키가하라, 구니사다, 스즈케, 다부치, 만젠이 분립해 후쿠야마촌이 발족하였다.
- 1953년 4월 1일 - 하야시노정, 나라하라촌, 유노고정, 가쓰타군 유노고정, 도요쿠니촌과 합병. 아이다군 미마사카정이 되었다.

## 교통

### 도로
- 국도 제179호선

## 참고문헌
- 和泉橋警察署 『新旧対照市町村一覧』第2冊（東京 ： 加藤孫次郎、1889（明22））
- 地名編纂委員会 『角川日本地名大辞典33 岡山県』（角川学芸出版、1989、ISBN 4040013301）